# Saint-Merd-les-Oussines
Saint-Merd-les-Oussines è un comune francese di 128 abitanti situato nel dipartimento della Corrèze nella regione della Nuova Aquitania.

## Società

### Evoluzione demografica
Abitanti censiti